# Canton Obvaldo
Il Canton Obvaldo (de.: Obwalden; fr.: Obwald; rm.: Sursilvania) è un cantone della Svizzera. La capitale è Sarnen.
Dal 1291 al 1798 e dal 1803 al 1999 fu un semicantone della Confederazione con il nome di "Unterwalden ob dem Wald" (it.: Untervaldo Soprasselva; fr.: Unterwald-le-Haut). Il nome Obvaldo, in uso da tempo, è divenuto ufficiale solo con la Costituzione federale del 1999, che peraltro, pur attribuendo a Obvaldo soltanto un seggio al Consiglio degli Stati e mezzo voto cantonale nelle votazioni popolari, non lo qualifica come "semicantone".
Tra il 1798 (anno dell'invasione francese della Vecchia Confederazione Svizzera e della creazione della Repubblica Elvetica) e il 1803 (anno in cui la Svizzera tornò ad essere uno Stato confederale tramite l'Atto di Mediazione), il territorio di Obvaldo formò il Distretto di Sarnen nel Canton Waldstätten.

## Geografia fisica

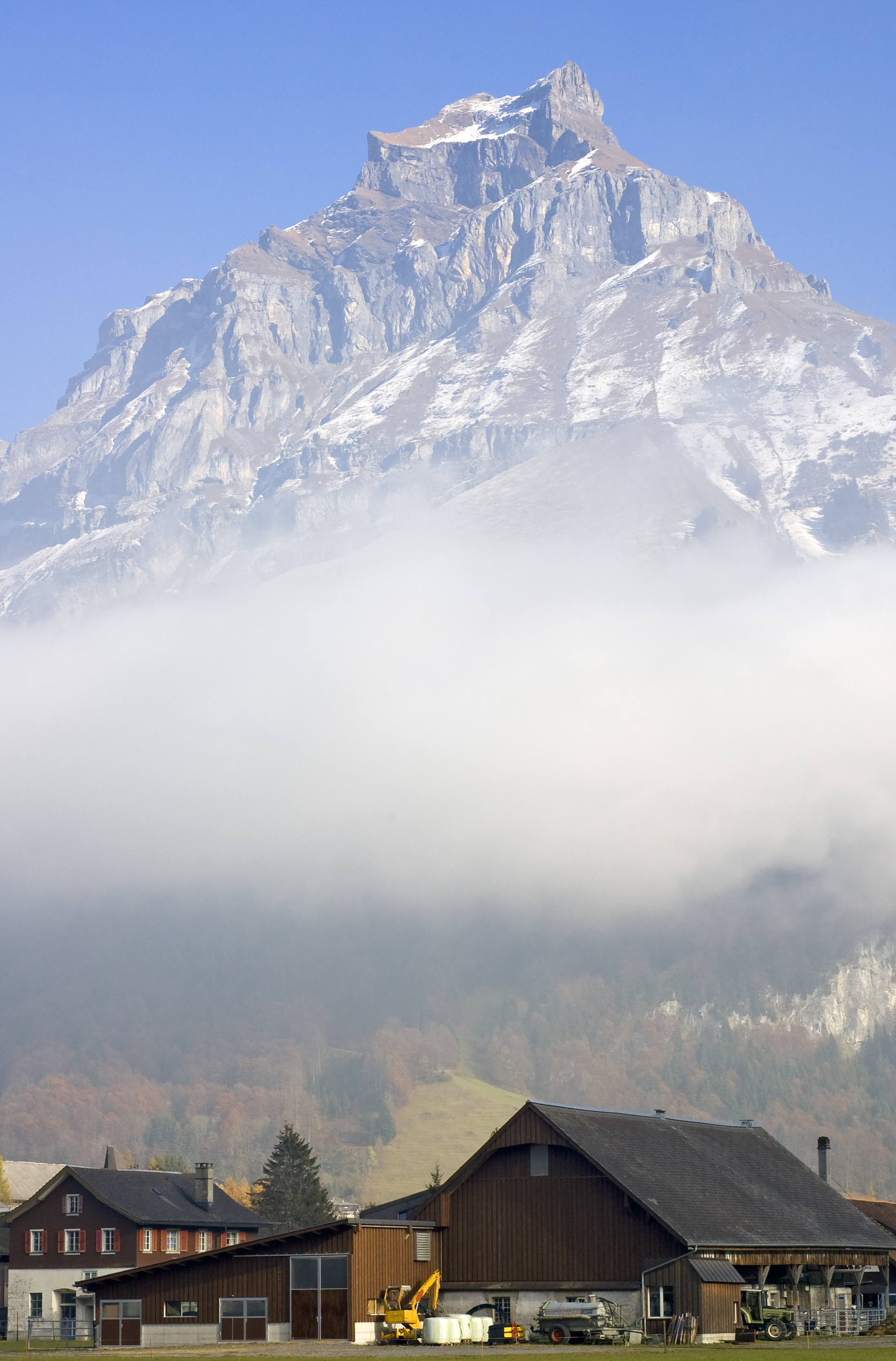
La cima dello Hahnen vista da Engelberg, nel canton Obvaldo.

Il territorio del cantone (diviso in 2 parti da una striscia appartenente al Canton Nidvaldo), confina con il Canton Lucerna (distretti di Entlebuch a ovest e di Lucerna a nord), con il Canton Nidvaldo e il Canton Uri a est e con il Canton Berna (distretti di Oberhasli e di Interlaken) a sud. La vetta più alta è il Titlis (3 238 m).

## Storia
I primi insediamenti nel Canton Obvaldo risalgono ai Celti e ai Romani. Dopo il 700, gli Alemanni si spostarono nell'area. Nel 1291 il Canton Obvaldo si unì al Canton Nidvaldo per formare un'alleanza con il Canton Uri e il Canton Svitto. Nel XIII e XIV secolo Obvaldo fondò il suo governo locale, nonostante avesse un'assemblea congiunta con Nidvaldo fino al 1330.
Nel 1403 Obvaldo si uni al Canton Uri per invadere la Valle Leventina (attualmente parte del Canton Ticino) per stabilire nuovi mercati per formaggio e bestiame. Attorno al 1500 molte persone del Canton Obvaldo lavoravano come soldati mercenari. Alcuni di questi soldati accumularono beni e mantennero diversi incarichi. Durante l'occupazione Napoleonica, tra il 1798 e il 1803, il cantone perse l'indipendenza, ma per la prima volta la gente comune acquisì dei diritti politici fondamentali. Nel 1815 il monastero di Engelberg e l'omonima municipalità si unirono al Canton Obvaldo.

## Politica
All'interno della Confederazione Elvetica Obvaldo è un semi-cantone. Questo dà a Obvaldo tutti i diritti e i doveri di un cantone ordinario, con l'eccezione che il cantone può inviare solo un rappresentante al Consiglio degli Stati. A livello di governo cantonale, Obvaldo conta 5 Consiglieri di Stato, ossia "ministri".

## Economia
Piccole e medie imprese dominano l'economia del Canton Obvaldo. Molte di queste sono specializzate in settori come i motori miniaturizzati, i tessuti sintetici, la strumentazione medica e le nanotecnologie.
Tra le grandi aziende del cantone, ve ne sono alcune attive a livello internazionale: 
- nella zona di Sarnen la Sika Sarnafil AG (materiali plastici), la Leister Technologies AG (saldatrici per materiali plastici, sistemi laser) e la Nahrin AG (alimentazione);
- nella zona di Sachseln la Maxon Motor AG (in precedenza Interelectric AG) con motori elettrici, il produttore di müesli Bio-familia AG (fondata nel 1954 dalla famiglia Hipp) e la Elfo AG;
- la Enz Technik AG a Giswil (tecnologie per scarichi) e la Wiko AG a Kerns (produzione di circuiti stampati).

I settori tradizionali sono ancora di grande importanza. Particolarmente la silvicoltura e le attività ad essa correlate. L'agricoltura del cantone è specializzata nell'allevamento integrato dei bovini per la produzione casearia e della carne. Le fattorie sono di solito a conduzione familiare.
Il turismo è un settore importante, con un quarto della popolazione impiegato direttamente o indirettamente nel settore turistico. Molte attrezzature costruite per il turismo ora beneficiano l'industria e la popolazione locale.
Obvaldo ha recentemente introdotto una tassa piatta al 1,8%.

### Turismo

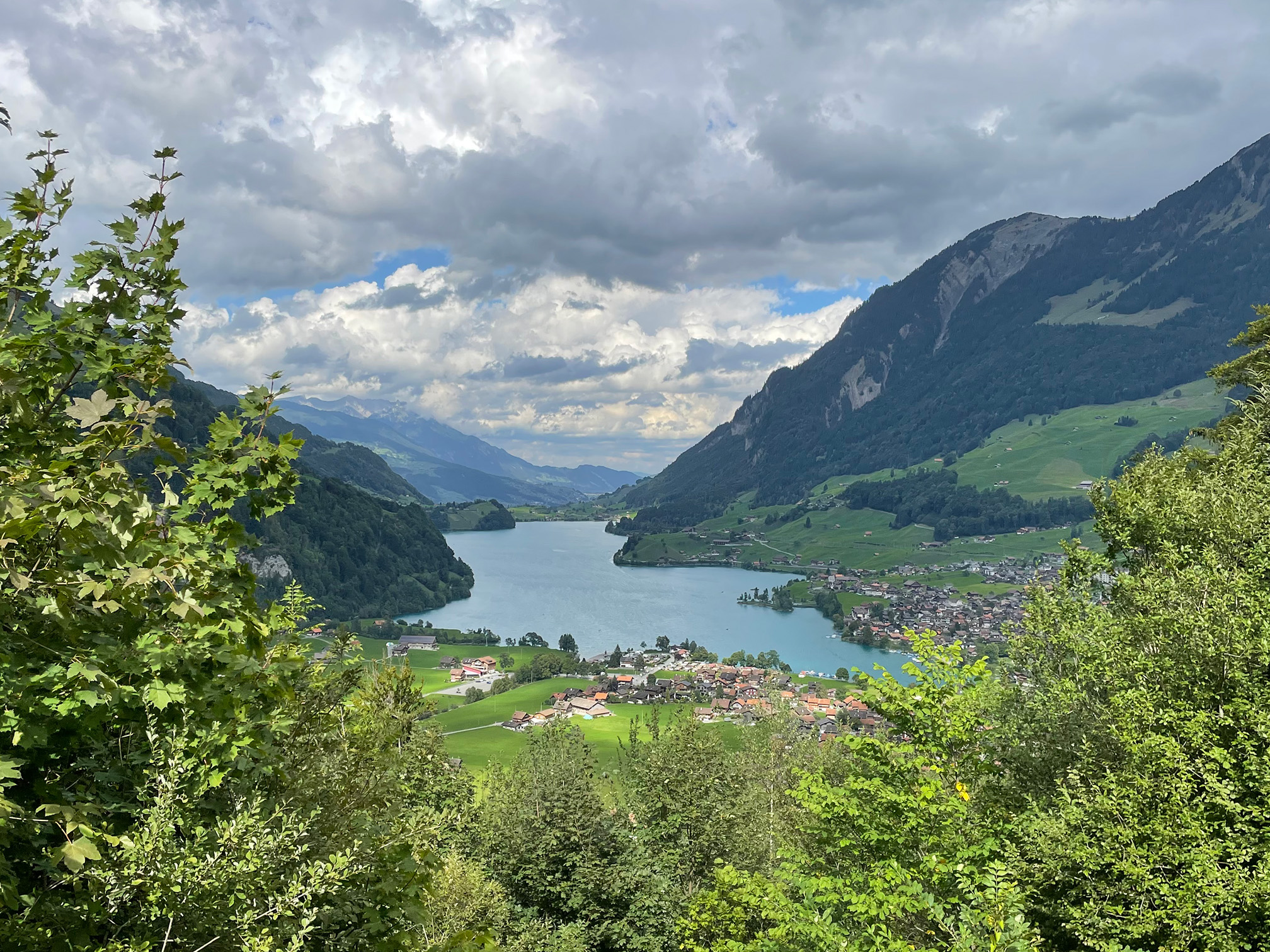
Vista del lago di Lungern

La posizione al centro della Svizzera permise al Canton Obvaldo di divenire una significativa meta turistica già nel XIX secolo. Due delle sue montagne, precisamente Pilatus e Titlis, sono le principali attrazioni. Gli sport invernali, in particolare lo sci e lo snowboard, attraggono molti turisti come anche l'escursionismo e l'alpinismo d'estate. Le principali località di villeggiatura sono Engelberg, Melchsee-Frutt, Lungern-Schönbüel, Mörlialp e Langis.

## Cultura
La tradizionale cultura di Obvaldo viene mantenuta viva da diverse organizzazioni locali che curano festival tradizionali di musica, danze, costumi e teatro, oltre ai carnevali.  Provengono dal cantone un certo numero di artisti moderni, tra i quali Josef Garovi (compositore), Caspar Diethelm (compositore), Julian Dillier (poeta), Franz Bucher (pittore), Kurt Sigrist (scultore) e Alois Spichtig (scultore).

## Società

### Evoluzione demografica
| %     | Ripartizione linguistica (gruppi principali) |
| ----- | -------------------------------------------- |
| 92,3% | madrelingua tedesca                          |
| 1,2%  | madrelingua serbo-croata                     |
| 1,4%  | madrelingua albanese                         |

## Municipalità
Il canton Obvaldo ha sette municipalità: Sarnen, Kerns, Sachseln, Alpnach, Giswil, Lungern e Engelberg. La capitale, Sarnen è suddivisa in Sarnen-Dorfschaft, Kägiswil, Schwendi/Wilen e Ramersberg. L'autonomia delle municipalità nel Canton Obvaldo è considerevole. Due terzi delle entrate fiscali vanno alle municipalità, che ad esempio pagano per l'istruzione, senza ricevere sussidi dal cantone.